# 辯天寺
辯天寺（べんてんじ）は、愛知県名古屋市港区にある真言宗智山派の寺院。山号は宝生山。なごや七福神の弁才天を祀る。

## 由諸
1925年（大正14年）、竹生島宝厳寺の名古屋別院として建立。本尊は井伊直弼が好んだとされる。隣には公園、熱田社がある。

## 境内
- 本堂 - 辯才天
- 納経所
- 弘法大師石像

## 交通アクセス
- 名古屋市営バス「弁天裏」バス停下車、徒歩約5分。